# Narayanpur
Narayanpur (o Narainpur) è una città dell'India, capoluogo del distretto di Narayanpur, nello stato federato del Chhattisgarh.

## Geografia fisica
La città è situata a 19° 43' 0 N e 81° 15' 0 E e ha un'altitudine di 537 m s.l.m..

## Società

### Evoluzione demografica
Al censimento del 2001 la popolazione di Narayanpur assommava a 16.386 persone, delle quali 8.316 maschi e 8.070 femmine.